# Julie Sweet
Julie Terese Sweet (nascida Spellman, em 1966/1967) é uma executiva e advogada estadunidense. Ela é presidente e diretora executiva da Accenture, uma empresa multinacional de serviços profissionais. O New York Times e a Fortune a nomearam entre as mulheres mais poderosas do mundo corporativo e dos grandes negócios nos Estados Unidos.

## Carreira
Antes ingressar na Accenture, Sweet era advogada no escritório de advocacia Cravath, Swaine & Moore. Trabalhou na empresa por 17 anos e foi sócia por 10. Ela trabalhou com finanças, fusões e aquisições e assessoria corporativa geral. Na Accenture ela começou como consultora geral em 2010. Em 2015, se tornou CEO de negócios na América do Norte, o maior mercado da empresa. Desde o início de sua carreira na companhia, ela atuou no comitê de gestão global da empresa. Ao lado do então CEO Pierre Nanterme, Sweet desenvolveu a estratégia de fusões e aquisições da Accenture.
A empresa a nomeou como CEO a partir de setembro de 2019, fazendo dela a primeira mulher a ocupar esse cargo. Ela substituiu o CEO interino David Rowland. Na época de sua nomeação, ela era uma das 27 empresas líderes do S&P 500 e a 15ª CEO feminina de todas as empresas da Fortune Global 500. Em setembro de 2021, Sweet tornou-se presidente da Accenture.
Além de seu trabalho na Accenture, Sweet atuou nos conselhos da Catalyst, Fórum Econômico Mundial, Business Roundtable, onde preside o Comitê de Tecnologia, Centro de Estudos Estratégicos e Internacionais.
O New York Times chamou Sweet de "uma das mulheres mais poderosas da América corporativa" em 2019. A revista Fortune incluiu Julie Sweet em sua lista das 10 mulheres mais poderosas desde 2016 e ela foi nomeada a No. 1 na lista em 2020. Ela foi posteriormente classificada pela revista como No. 3 na lista de 2021 e No. 2 na lista de 2022.

## Vida pessoal
Sweet é casada com Chad Creighton Sweet, que foi o presidente da campanha do republicano Ted Cruz na campanha presidencial de 2016. Ela tem duas filhas. Eles moram em Bethesda, Maryland.